# Ешланд (Луизијана)
Ешланд (енгл. Ashland) град је у америчкој савезној држави Луизијана.

## Демографија
По попису из 2010. године број становника је 269, што је 22 (-7,6%) становника мање него 2000. године.
| Група             | 2000.       | 2010.       |
| Белци             | 251 (86,3%) | 223 (82,9%) |
| Афроамериканци    | 30 (10,3%)  | 45 (16,7%)  |
| Азијати           | 2 (0,7%)    | 0 (0,0%)    |
| Хиспаноамериканци | 5 (1,7%)    | 1 (0,4%)    |
| Укупно            | 291         | 269         |